# Comité Paralímpico Egipcio
El Comité Paralímpico Egipcio (en árabe: اللجنة البارالمبية المصرية) es el comité paralímpico nacional que representa a Egipto. Esta organización es la responsable de las actividades deportivas paralímpicas en el país. Es miembro del Comité Paralímpico Internacional y del Comité Paralímpico Africano.